# 大中路 (高雄市)
大中路（通用拼音：Dajhong Rd.）是高雄市北高雄地區的東西向重要道路，本道路共分為二個部分，由仁武區澄觀路西行橫跨鼎金系統交流道進左營區續接。為銜接國道十號與高雄都會區快速道路的橋下平面道路，沿高架橋下直行可通往高鐵左營站，並跨過台鐵縱貫鐵路至翠華路口往蓮池潭風景區。

## 行經行政區域
（由東至西）
- 三民區
- 左營區

## 分段
大中路共分成二個部分，為國道10號與高雄都會區快速道路高架橋下道路：
- 大中一路：東起於橫跨鼎金系統交流道接仁武區澄觀路，西於民族一路口接大中二路。
- 大中二路：東於民族一路口接大中一路，西於華夏路口橫跨台鐵縱貫鐵路抵翠華路口。

## 沿線設施
（由東至西）
- 大中一路
  - 鼎金系統交流道
  - 高雄榮民總醫院
    - 榮總郵局（高雄榮民總醫院內）
    - 榮總圖書館（高雄榮民總醫院內）

- 大中二路
  - 高雄市立新莊高級中學
  - 高雄市立福山國民中學
  - 左營端
  - 高雄都會區快速道路
  - 大中路機慢車地下道（華夏路到翠華路間）
  -  高鐵左營站

### 鄰近商圈
- 榮總商圈

## 公車資訊
- 南台灣客運
  - 28 加昌站－楠梓區公所－高雄火車站
  - 紅50 高鐵左營站－捷運生態園區站
  - 紅52 臺鐵新左營站－中山大學
  - 紅61 高鐵左營站－長庚醫院
- 港都客運
  - 38 左營南站－榮民總醫院
  - 39 左營南站－榮民總醫院
- 漢程客運
  - 72 金獅湖站－中正高工
  - 92 自由幹線 金獅湖站－高雄火車站
- 高雄客運
  - 24 坔埔圓照寺－捷運巨蛋站
  - 224 楠梓－大社－大灣－高雄
  - 8021 鳳山－彌陀
  - 8025 高雄火車站－國道十號－旗山－美濃－六龜－寶來（返程經高鐵左營站）
  - 8028 高雄火車站－國道十號－旗山－美濃
  - 8032 高雄火車站－國道十號－旗山－甲仙
  - 8038 高雄火車站－國道十號－旗山－美濃－六龜－寶來
- 高雄客運、屏東客運、國光客運聯營
  - 9189「墾丁快捷」（經鼎金系統交流道、台88線、國道三號）
    - 高鐵左營站－枋寮－車城－恆春－墾丁

## 公共自行車
- 高雄市公共自行車租賃系統：
  - 博愛大中二路口：博愛四路/大中二路(北側)
  - 高鐵大中二路口：高鐵路/大中二路(西北側)

## 相關連結
- 高雄市主要道路列表